# Tarka bíbic
A tarka bíbic (Vanellus cayanus) a madarak osztályának lilealakúak (Charadriiformes) rendjébe, ezen belül a lilefélék (Charadriidae) családjába tartozó faj.

## Rendszerezése
A fajt John Latham angol ornitológus írta le 1790-ben, a Charadrius nembe Charadrius cayanus néven. Sorolják a Hoploxypterus nembe egyedüli fajként  Hoploxypterus cayanus néven is.

## Előfordulása
Argentína, Bolívia, Brazília, Ecuador, Francia Guyana, Guyana, Kolumbia, Paraguay, Peru, Suriname, Trinidad és Tobago, valamint Venezuela területén honos.
Természetes élőhelyei a folyók és patakok környéke. Állandó, nem vonuló faj.

## Megjelenése
Testhossza 24 centiméter, testtömege 55-84 gramm.

## Természetvédelmi helyzete
Az elterjedési területe rendkívül nagy, egyedszáma viszont ismeretlen. A Természetvédelmi Világszövetség Vörös listáján nem fenyegetett fajként szerepel.